# Darlingtonea kentuckensis
Darlingtonea kentuckensis är en skalbaggsart som beskrevs av Valentine. Darlingtonea kentuckensis ingår i släktet Darlingtonea och familjen jordlöpare. Inga underarter finns listade i Catalogue of Life.